# Negación plausible
Negación plausible o negación admisible (también negabilidad plausible; en inglés: plausible deniability) es la capacidad de las personas (por lo general, altos cargos de una cadena de mando formal o informal) de negar el conocimiento o la responsabilidad de cualquier acción condenable cometida por otros en una jerarquía organizativa debido a la falta de pruebas que puedan confirmar su participación, incluso si estaban personalmente involucrados o, al menos, eran voluntariamente ignorantes de tales acciones. En el caso de que las actividades ilegales o de mala reputación y de otra manera no sean populares se vuelvan públicas, los altos cargos pueden negar cualquier conocimiento de tales actos para aislarse y responsabilizar en su lugar a los agentes que llevaron a cabo los actos, ya que confían en que por falta de evidencia no puedan demostrar lo contrario. La falta de evidencia de los hechos hace aparentemente que la negación sea plausible, es decir, creíble, aunque a veces simplemente la hace inaccesible. El término generalmente implica previsión, tal como establecer intencionalmente las condiciones para evitar plausiblemente la responsabilidad de sus acciones o que estaba en conocimiento de estas a futuro. En algunas organizaciones, existen doctrinas legales tales como la responsabilidad de mando para que las partes principales sean responsables de las acciones de los subordinados involucrados en actos atroces y anulen cualquier protección legal que su negación de participación conlleve.
En política y espionaje, la negación se refiere a la capacidad de un personaje poderoso o de una agencia de inteligencia para "pasar la pelota" y evitar el retroceso al organizar de forma secreta que una acción sea realizada en su nombre por un tercero aparentemente desconectado del personaje principal. En las campañas políticas, la negación plausible permite a los candidatos mantenerse limpios y denunciar los anuncios de terceros que utilizan enfoques poco éticos o insinuaciones potencialmente difamatorias.
En los Estados Unidos, la negación plausible es también un concepto legal. Se refiere a la falta de evidencia que demuestre una acusación. Las normas de la prueba varían en los casos civiles y penales. En casos civiles, el estándar de la prueba es la "preponderancia de la evidencia", mientras que en un asunto criminal, el estándar está "más allá de una duda razonable". Si un oponente no puede proporcionar evidencia de su alegato, uno puede negar plausiblemente la acusación aunque sea cierto.
Aunque la negación plausible ha existido a lo largo de la historia, el término para designarla fue acuñado por la CIA a principios de la década de los sesenta para describir la retención de información de los funcionarios superiores para protegerlos de las repercusiones en caso de que se hicieran de conocimiento público actividades ilegales o impopulares por parte de la CIA. Las raíces del nombre se remontan al documento del Consejo de Seguridad Nacional de Harry Truman, 10/2 del 18 de junio de 1948, que definía "operaciones encubiertas" como "... todas las actividades (excepto como se indica en este documento) que son conducidas o patrocinadas por este Gobierno contra estados o grupos extranjeros hostiles o en apoyo de estados o grupos extranjeros amigos, pero que están planificados y ejecutados de manera tal que cualquier responsabilidad del Gobierno de los EE. UU. no sea evidente para personas no autorizadas y que, si no está cubierto, el Gobierno de los EE. UU. puede rechazar cualquier responsabilidad por ellos. " Durante la administración de Eisenhower, NSC 10/2 se incorporó a NSC 5412/2 "Operaciones encubiertas." NSC 5412 se desclasificó en 1977 y se encuentra en los Archivos Nacionales..

## Concepto general
Podría decirse que el concepto clave de negación plausible es que sea admisible. Es relativamente fácil para un funcionario del gobierno emitir una denegación general de una acción, y es posible destruir o encubrir evidencia después del hecho, y esto podría ser suficiente para evitar, por ejemplo, un proceso penal. Sin embargo, el público bien puede no creer la negación, especialmente si hay pruebas circunstanciales sólidas, o si se cree que la negación del hecho sea tan improbable que la única explicación lógica es que la negación es falsa.
El concepto es aún más importante en el espionaje. La inteligencia puede provenir de muchas fuentes. La exposición de información a la que solo unas pocas personas tienen privilegios puede implicar directamente a algunas de esas personas en la divulgación. Tomemos, por ejemplo, un escenario en el que un alto funcionario viaja en secreto, y solo uno de sus ayudantes conoce los planes de viaje específicos. El funcionario es asesinado durante sus viajes, y las circunstancias del asesinato sugieren fuertemente que el asesino tenía conocimiento previo de los planes de viaje. La conclusión probable es que el funcionario ha sido traicionado por su ayudante. Puede que no haya evidencia directa que vincule al ayudante con el asesino, pero la colaboración se puede inferir directamente de los hechos, haciendo que la negación por parte del asistente resulte inverosímil.